# Retschnoje (Kaliningrad)
Retschnoje (russisch Речное, deutsch Magotten) ist ein Ort in der russischen Oblast Kaliningrad. Er gehört zur kommunalen Selbstverwaltungseinheit Stadtkreis Gwardeisk im Rajon Gwardeisk.

## Geographische Lage
Retschnoje liegt am südlichen Ufer des Pregels (russisch: Pregolja) nördlich der Bahnstrecke Kaliningrad–Tschernyschewskoje (Königsberg–Eydtkuhnen/Eydtkau). Bis zur ehemaligen Kreisstadt Snamensk (Wehlau) und zur jetzigen Rajonstadt Gwardeisk (Tapiau) sind es jeweils sechs Kilometer. Der Ort ist von der Regionalstraße 27K-025 (ex R508) über eine Stichstraße zu erreichen. Ein Bahnanschluss besteht nicht.

## Geschichte
Da bis 1946 Magotten genannte Dorf wurde vermutlich vor 1436 gegründet. Vor 1945 bestand es aus ein paar größeren und kleineren Höfen. Im Jahre 1875 wurde Magotten in den neu errichteten Amtsbezirk Kleinhof (in der Stadt Gwardeisk aufgegangener Ort) eingegliedert, der bis 1945 bestand und zum Kreis Wehlau im Regierungsbezirk Königsberg der preußischen Provinz Ostpreußen gehörte.
Im Jahre 1945 kam Magotten mit dem nördlichen Ostpreußen in Kriegsfolge zur Sowjetunion. 1947 erhielt der Ort die russische Bezeichnung Retschnoje und wurde gleichzeitig dem Dorfsowjet Bolschepoljanski selskoje Sowet im Rajon Gwardeisk zugeordnet. Seit 1991 wurde Retschnoje von der Siedlung städtischen Typs Snamensk aus verwaltet. Von 2005 bis 2014 gehörte der Ort zur Landgemeinde Snamenskoje selskoje posselenije und seither zum Stadtkreis Gwardeisk.

### Einwohnerentwicklung
| Jahr | Einwohner |
| ---- | --------- |
| 1910 | 139       |
| 1933 | 113       |
| 1939 | 106       |
| 2002 | 18        |
| 2010 | 16        |

## Kirche
Bei seiner mehrheitlich evangelischen Bevölkerung war Magotten bis 1945 in das Kirchspiel der Stadtkirche Tapiau (heute russisch: Gwardeisk) eingepfarrt. Es gehörte zum Kirchenkreis Wehlau innerhalb der Kirchenprovinz Ostpreußen der Kirche der Altpreußischen Union. Auch heute noch liegt Retschnoje im Einzugsbereich von Gwardeisk (Tapiau), dessen Pfarrkirche zwar noch besteht, heute aber als Gotteshaus der russisch-orthodoxen Kirche dient. In Gwardeisk besteht aber auch eine evangelisch-lutherische Gemeinde, die eine Filialgemeinde der Auferstehungskirche in Kaliningrad (Königsberg) in der Propstei Kaliningrad der Evangelisch-lutherischen Kirche Europäisches Russland ist.